# ساماندا
أماندا لوي مارشانت  و سامانثا جوان مارشانت (من مواليد 26 يونيو 1988)، والمعروفتان باسم ساماندا ، هما ثنائي يتألف من شقيقتين توأم متطابقتين ظهرتاً لأول مرة في برنماج الأخ الأكبر في عام 2007، حيث حققوا معاً المركز الثاني.
أطلقوا نسختهم لأغنية فرقة أكوا الناجحة «باربي جيرل» في 8 أكتوبر 2007 ودخلت على مؤشر الأغاني الفردية في المملكة المتحدة برقم 26.